# ステートオブレスト
ステートオブレスト（欧字名:State Of Rest、2018年4月11日 - ）は、アイルランドの競走馬。主な勝ち鞍は2021年のサラトガダービー、コックスプレート、2022年のガネー賞、プリンスオブウェールズステークス。

## 戦績

### 2歳（2020年）
6月15日のフェアリーハウス競馬場の未勝利戦でデビューして勝利。続くレパーズタウンの条件戦は2着と好走する。
8月6日のタイロスステークス(G3)の5着、23日のネース競馬場の条件戦を4着を挟んで、9月12日のシャンペンステークス(G2)は3着と好走する。その後は10月24日フューチュリティトロフィー(G1)を5着として2歳戦を終えた。

### 3歳（2021年）
6月26日のセレブレーションステークス(L)で始動して3着。
アメリカに遠征して8月7日のサラトガダービー(G1)に7番人気で出走し、中団馬群から直線で鮮やかに抜け出してG1初制覇を果たした。
さらにオーストラリアに遠征し、コックスプレート(G1)に出走。道中6番手から馬群の中を進出し、内ラチから3、4頭分離れて最終コーナーを回り、アナモーとの接戦を0.1馬身差で制した。

### 4歳（2022年）
5月1日のガネー賞(G1)で始動。残り400mから動き出し、好位で粘るシリウェイを競り落として、追い込んできたプリティダイガーを3/4馬身差抑えて3ヵ国目のG制覇を挙げた。続く22日のタタソールズゴールドカップ(G1)は1番人気で出走し、ロードノースの並んで追走するがアレンカーとハイデフィニションを捉えらえず3着に敗れた。
その後、ロイヤルアスコット開催に参戦し、6月15日のプリンスオブウェールズステークスに出走。4番人気に推される。スタートからハナを主張して競馬を進め、最後は1番人気馬ベイブリッジに1馬身差まで詰め寄られるも余裕をもってゴール板に飛び込み、4ヵ国目のG1制覇を鮮やかな逃げ切りで飾った。
しかし、8月14日に行われたジャック・ル・マロワ賞では見せ場なく8着と惨敗。その後、オーストラリアに遠征を予定していたが事前のMRI検査で故障が判明したため現役を引退することになった。引退後はアイルランドのラスバリースタッドで種牡馬入りする。

## 血統表
| ステートオブレストの血統          | ステートオブレストの血統          | ステートオブレストの血統          | （血統表の出典）                  | （血統表の出典） |
| 父系                              | デインヒル系                      | デインヒル系                      | デインヒル系                      |                  |
| 父 Starspangledbanner 栗毛 2006年 | 父の父Choisir 栗毛 1999年         | Danehill Dancer                   | *デインヒル                       | *デインヒル      |
| 父 Starspangledbanner 栗毛 2006年 | 父の父Choisir 栗毛 1999年         | Danehill Dancer                   | Mira Adonde                       |                  |
| 父 Starspangledbanner 栗毛 2006年 | 父の父Choisir 栗毛 1999年         | Great Selection                   | Lunchtime                         | Lunchtime        |
| 父 Starspangledbanner 栗毛 2006年 | 父の父Choisir 栗毛 1999年         | Great Selection                   | Pensive Mood                      |                  |
| 父 Starspangledbanner 栗毛 2006年 | 父の母Gold Anthem 栗毛 1999年     | Made Of Gold                      | Green Forest                      | Green Forest     |
| 父 Starspangledbanner 栗毛 2006年 | 父の母Gold Anthem 栗毛 1999年     | Made Of Gold                      | Vindaria                          |                  |
| 父 Starspangledbanner 栗毛 2006年 | 父の母Gold Anthem 栗毛 1999年     | National Song                     | Vain                              | Vain             |
| 父 Starspangledbanner 栗毛 2006年 | 父の母Gold Anthem 栗毛 1999年     | National Song                     | Olympic Aim                       |                  |
| 母 Dam Repose 鹿毛 2012年         | 母の父Quiet American 鹿毛 1986年  | Fappiano                          | Mr. Prospector                    | Mr. Prospector   |
| 母 Dam Repose 鹿毛 2012年         | 母の父Quiet American 鹿毛 1986年  | Fappiano                          | Killaloe                          |                  |
| 母 Dam Repose 鹿毛 2012年         | 母の父Quiet American 鹿毛 1986年  | Demure                            | Dr. Fager                         | Dr. Fager        |
| 母 Dam Repose 鹿毛 2012年         | 母の父Quiet American 鹿毛 1986年  | Demure                            | Quiet Charm                       |                  |
| 母 Dam Repose 鹿毛 2012年         | 母の母Monaassabaat 栗毛 1991年    | Zilzal                            | Nureyev                           | Nureyev          |
| 母 Dam Repose 鹿毛 2012年         | 母の母Monaassabaat 栗毛 1991年    | Zilzal                            | French Charmer                    |                  |
| 母 Dam Repose 鹿毛 2012年         | 母の母Monaassabaat 栗毛 1991年    | It's In The Air                   | Mr. Prospector                    | Mr. Prospector   |
| 母 Dam Repose 鹿毛 2012年         | 母の母Monaassabaat 栗毛 1991年    | It's In The Air                   | A Wind Is Rising                  |                  |
| 母系(F-No.)                       | Sweet Hawthorn系(FN:4-K)          | Sweet Hawthorn系(FN:4-K)          | Sweet Hawthorn系(FN:4-K)          |                  |
| 5代内の近親交配                   | Mr. Prospector 4×4、Dr. Fager 5×4 | Mr. Prospector 4×4、Dr. Fager 5×4 | Mr. Prospector 4×4、Dr. Fager 5×4 |                  |